# Römisch-katholische Kirche in Nigeria
Die römisch-katholische Kirche in Nigeria ist Teil der weltweiten römisch-katholischen Kirche.

## Geschichte
Erste Kontakte mit christlichen Priestern werden auf das Jahr 1470 datiert. 1543 wurde durch Papst Paul III. das Bistum São Tomé und Príncipe gegründet. 1860 siedelten sich in Lagos die Ordensgeistlichen der Gesellschaft der Afrikamissionen (SMA) an, ab 1885 auch die Spiritaner (CSsP).
1960 wurde Lagos zum Sitz der Apostolischen Delegation für Zentral- und Westafrika. Nach dem Biafra-Krieg von 1967 bis 1970, bei dem die meisten ausländischen Missionare ausgewiesen wurden, konnten erst 1976 wieder diplomatische Beziehungen zwischen Nigeria und dem Heiligen Stuhl aufgenommen werden. 1982 besuchte Papst Johannes Paul II. Nigeria. Die katholische Kirche entwickelt sich zur größten christlichen Konfession des Landes, im Norden stellt sie eine religiöse Minderheit dar.
In den Siedlungsgebieten der Igbo gibt es einen hohen katholischen Anteil. Im Norden des Landes übersteigt die Zahl der Muslime die der katholischen Christen deutlich. In Nigeria gibt es seit Einführung der Scharia im Jahr 2000 im mehrheitlich islamischen Norden des Landes massive Christenverfolgungen und gewalttätige Konflikte, hauptsächlich in den entsprechenden Gebieten, aber auch in benachbarten Bundesstaaten. Bei Auseinandersetzungen um den Bau einer islamischen Moschee in einem christlichen Stadtteil von Jos starben im Januar 2010 über 200 Menschen.
Die Bischofskonferenz, die Catholic Bishops Conference of Nigeria (CBCN), wird von deren Vorsitzenden, Ignatius Kaigama, Erzbischof von Jos, geleitet. Stellvertretender Vorsitzender ist Augustine Obiora Akubeze, Erzbischof von Benin City. Apostolischer Nuntius in Nigeria ist seit Juli 2024 Erzbischof Michael Francis Crotty.
Francis Arinze ist ein emeritierter Kurienkardinal und ranghöchster Katholik Nigerias.

## Bistümer
Das Land ist in folgende Kirchenprovinzen und Diözesen (Bistümer) unterteilt:
- Erzbistum Abuja
  - Bistum Makurdi
  - Bistum Lokoja
  - Bistum Idah
  - Bistum Otukpo
  - Bistum Lafia
- Erzbistum Benin City
  - Bistum Warri
  - Bistum Issele-Uku
  - Bistum Auchi
  - Bistum Uromi
  - Bistum Bomadi
- Erzbistum Calabar
  - Bistum Ogoja
  - Bistum Ikot Ekpene
  - Bistum Port Harcourt
  - Bistum Uyo
- Erzbistum Ibadan
  - Bistum Ilorin
  - Bistum Ondo
  - Bistum Oyo
  - Bistum Osogbo
  - Bistum Ekiti
- Erzbistum Jos
  - Bistum Yola
  - Bistum Maiduguri
  - Bistum Jalingo
  - Bistum Bauchi
  - Bistum Pankshin
  - Bistum Shendam
  - Bistum Wukari
- Erzbistum Kaduna
  - Bistum Sokoto
  - Bistum Minna
  - Bistum Kano
  - Bistum Kontagora
  - Bistum Zaria
  - Bistum Kafanchan
  - Bistum Katsina
- Erzbistum Lagos
  - Bistum Ijebu-Ode
  - Bistum Abeokuta
- Erzbistum Onitsha
  - Bistum Abakaliki
  - Bistum Aguleri
  - Bistum Awgu
  - Bistum Awka
  - Bistum Enugu
  - Bistum Ekwulobia
  - Bistum Nnewi
  - Bistum Nsukka
- Erzbistum Owerri
  - Bistum Aba
  - Bistum Ahiara
  - Bistum Umuahia
  - Bistum Orlu
  - Bistum Okigwe